# نرم‌شدگی
نرم‌شدگی یا تضعیف (به انگلیسی: Lenition) گونه‌ای دگرگونی آوایی است که طی آن حروف صامتی که در آغاز، تلفظی محکم و اصطلاحاً انفجاری plosive داشته‌اند، رفته‌رفته نرم‌تر تلفظ شوند. در این روند، متکلمان یک زبان به‌مرور به‌هنگام ادای آن صامت، تماس بین زبان و سق یا در برخی حروف بین دندان و لب را کمتر می‌کنند و بنابراین، آن حرف نرم‌تر و سست‌تر تلفظ می‌شود. نرم‌شدگی در بیشتر زبان‌های جهان رخ می‌دهد.
برای نمونه، در فارسی، «واو» در واژه‌هایی چون روش، دویدن، درویدن، نوین و خسروی، زمانی که صورت‌ها و مشتقات برو، بدو، درو کن، نوروز، و خسرو از آن‌ها تلفظ می‌شود، شکلی سست‌تر و محوتر به خود می‌گیرد.
با این ترتیب، گویشور زبان از اصل کم‌کوشی جهت آسان‌گویی بیشتر بهره می‌برد، چراکه وقتی نرم‌شدگی رخ می‌دهد آواهای انسدادی به سایشی، آواهای سایشی به نیم‌مصوت، و آواهای بی‌واک (بی‌صدا) به واک‌دار (صدادار) تبدیل می‌شود و ادای کلمات را ساده‌تر می‌کند. به‌طور کلی، هرگاه جهت تغییرات آوایی از بست انسدادی به سایشی ناسوده باشد، نرم‌شدگی صورت می‌گیرد.
نرم‌شدگی می‌تواند باعث شود که یک هم‌خوان به‌اصطلاح «آوایی‌تر شود» و به شکل مصوت‌ها نزدیک‌تر شود یا به‌مرور به‌کلی حذف شود.
نوعی از نرم‌شدگی که طی آن همخوان غیرسایشی به سایشی تبدیل گردد، سایشی‌شدگی Spirantization نامیده می‌شود. برای نمونه زمانی که در برخی واژه‌ها همخوان انسدادی [Č] به [Š] تبدیل شود.